# Selysioneura phasma
Selysioneura phasma är en trollsländeart som beskrevs av Maurits Anne Lieftinck 1932. Selysioneura phasma ingår i släktet Selysioneura och familjen Isostictidae. Inga underarter finns listade i Catalogue of Life.